# Stelis quinquenervia
Stelis quinquenervia là một loài lan đặc hữu của miền tây Nam Mỹ.